# دينيس وويسيك
دينيس وويسيك (بالإنجليزية: Dennis Wuycik)‏ مواليد 29 مارس 1950 في بنسيلفانيا، هو لاعب كرة سلة أمريكي معتزل. بدأ مسيرته الاحترافية في سنة 1972. تم اختياره من قبل فريق بوسطن سيلتكس خلال الدرافت. اعتزل اللعب في 1975.

## روابط خارجية
- دينيس وويسيك على موقع سبورتس رفرنس (الإنجليزية)
- دينيس وويسيك على موقع كلية كرة السلة في سبورتس رفرنس.كوم (الإنجليزية)
- دينيس وويسيك على موقع ريلجم (الإنجليزية)
- دينيس وويسيك على موقع بروبوليرز (الإنجليزية)